# 大悟庵
大悟庵（だいごあん）は、静岡県富士宮市星山にある曹洞宗の寺院。

## 歴史
前身は、明星山に位置する福興寺と号する真言宗の寺院であった。今川氏と武田氏との戦乱の最中に伽藍を全焼したため、元亀2年（1571年）に星山に再建されたという。この際に寺号を大悟庵とし、曹洞宗へと改められたとされる。
天正18年（1590年）に豊臣秀吉が徳川家康を関東へ移封すると、駿河国は豊臣領となった。秀吉は同年12月に大悟庵の寺領安堵等を行い、庇護している。
本尊の十一面観音の大画像は、毎年3月の第3日曜日に開帳される。同寺の縁起には本尊の由来等が説かれており、空海と関連付けたものとなっている。
「富士横道観音霊場」「駿河一国27番札所」「駿河伊豆両国横道20番札所」でもある。